# Eintracht Frankfurt 1988-1989
Questa voce raccoglie le informazioni riguardanti l'Eintracht Frankfurt nelle competizioni ufficiali della stagione 1988-1989.

## Stagione
Nella stagione 1988-1989 l'Eintracht Francoforte, allenato da Karlheinz Feldkamp, Timo Zahnleiter, Pál Csernai e Jörg Berger, concluse il campionato di Bundesliga al 16º posto. In Coppa di Germania l'Eintracht Francoforte fu eliminato al secondo turno dal Bayer Uerdingen. In Supercoppa di Germania l'Eintracht Francoforte perse la finale con dal Werder Brema. In Coppa delle Coppe l'Eintracht Francoforte fu eliminato ai quarti di finale dal Malines.

## Rosa
| N. |                        | Ruolo | Calciatore            |
| -- | ---------------------- | ----- | --------------------- |
|    | Germania (bandiera)    | P     | Thomas Ernst          |
|    | Germania (bandiera)    | P     | Hans-Jürgen Gundelach |
|    | Germania (bandiera)    | P     | Uli Stein             |
|    | Germania (bandiera)    | D     | Uwe Bindewald         |
|    | Germania (bandiera)    | D     | Manfred Binz          |
|    | Inghilterra (bandiera) | D     | Peter Hobday          |
|    | Germania (bandiera)    | D     | Thomas Klepper        |
|    | Germania (bandiera)    | D     | Charly Körbel         |
|    | Germania (bandiera)    | D     | Michael Kostner       |
|    | Germania (bandiera)    | D     | Björn Pistauer        |
|    | Germania (bandiera)    | D     | Dietmar Roth          |
|    | Germania (bandiera)    | D     | Dieter Schlindwein    |
|    | Germania (bandiera)    | C     | Dirk Bakalorz         |

| N. |                     | Ruolo | Calciatore             |
| -- | ------------------- | ----- | ---------------------- |
|    | Polonia (bandiera)  | C     | Jarosław Biernat       |
|    | Germania (bandiera) | C     | Heinz Gründel          |
|    | Germania (bandiera) | C     | Maximilian Heidenreich |
|    | Germania (bandiera) | C     | Dirk Heitkamp          |
|    | Germania (bandiera) | C     | Thomas Lasser          |
|    | Germania (bandiera) | C     | Dietmar Rompel         |
|    | Germania (bandiera) | C     | Frank Schulz           |
|    | Germania (bandiera) | C     | Ralf Sievers           |
|    | Germania (bandiera) | C     | Stefan Studer          |
|    | Norvegia (bandiera) | A     | Jørn Andersen          |
|    | Germania (bandiera) | A     | Ralf Balzis            |
|    | Germania (bandiera) | A     | Dieter Eckstein        |
|    | Polonia (bandiera)  | A     | Janusz Turowski        |

## Organigramma societario
Area tecnica
- Allenatore: Jörg Berger
- Allenatore in seconda: Jürgen Sparwasser, Timo Zahnleiter
- Preparatore dei portieri:
- Preparatori atletici:

## Calciomercato

### Sessione estiva
| Acquisti | Acquisti               | Acquisti                         | Acquisti |
| R.       | Nome                   | da                               | Modalità |
| -------- | ---------------------- | -------------------------------- | -------- |
| A        | Dieter Eckstein        | Norimberga                       |          |
| A        | Jørn Andersen          | Norimberga                       |          |
| C        | Dirk Bakalorz          | Borussia M'gladbach              |          |
| C        | Jarosław Biernat       | Union Solingen                   |          |
| C        | Heinz Gründel          | Amburgo                          |          |
| C        | Maximilian Heidenreich | Monaco 1860                      |          |
| D        | Peter Hobday           | Hannover 96                      |          |
| D        | Björn Pistauer         | Eintracht Francoforte (juniores) |          |
| C        | Dietmar Rompel         | Kickers Offenbach                |          |
| C        | Stefan Studer          | St. Pauli                        |          |

| Cessioni | Cessioni             | Cessioni              | Cessioni |
| R.       | Nome                 | a                     | Modalità |
| -------- | -------------------- | --------------------- | -------- |
| D        | Alexander Conrad     | Borussia Dortmund     |          |
| C        | Lajos Détári         | Olympiacos            |          |
| A        | Holger Friz          | Vikt. Aschaffenburg   |          |
| A        | Ralf Haub            | Vikt. Aschaffenburg   |          |
| D        | Armin Kraaz          | Rot-Weiss Francoforte |          |
| A        | Uwe Müller           | Admira/Wacker         |          |
| A        | Włodzimierz Smolarek | Feyenoord             |          |

### Sessione invernale
| Acquisti | Acquisti | Acquisti | Acquisti |
| R.       | Nome     | da       | Modalità |
| -------- | -------- | -------- | -------- |

| Cessioni | Cessioni | Cessioni | Cessioni |
| R.       | Nome     | a        | Modalità |
| -------- | -------- | -------- | -------- |

## Risultati

### Bundesliga

#### Girone di andata
| Arbitro: | Wittke |

|                                  |           |  |
| Augenthaler 75’, 90’ Ekström 84’ | Marcatori |  |

| Arbitro: | Krug |

|            |           |                    |
| Balzis 83’ | Marcatori | 62’ Wolf 71’ Elser |

| Arbitro: | Mierswa |

|                            |           |  |
| Flad 63’ (rig.) Kocian 72’ | Marcatori |  |

| Arbitro: | Zimmermann |

|              |           |  |
| Turowski 45’ | Marcatori |  |

| Arbitro: | Umbach |

|                                          |           |          |
| Kuntz 18’, 25’ Kleppinger 21’ Funkel 43’ | Marcatori | 73’ Roth |

| Arbitro: | Pauly |

|                     |           |  |
| Bakalorz 74’ (rig.) | Marcatori |  |

| Arbitro: | Harder |

|               |           |  |
| Heinemann 33’ | Marcatori |  |

| Francoforte sul Meno 13 settembre 1988, ore 15:30 CEST 8ª giornata | Eintracht Francoforte | 0 – 0 referto | Waldhof Mannheim | Waldstadion (10 000 spett.)\| Arbitro: \| Kautschor \| |
| Arbitro:                                                           | Kautschor             |               |                  |                                                        |

| Arbitro: | Brehm |

|            |           |  |
| Schulz 36’ | Marcatori |  |

| Arbitro: | Weber |

|                          |           |  |
| Allgöwer 17’ Gaudino 39’ | Marcatori |  |

| Arbitro: | Dellwing |

|  |           |          |
|  | Marcatori | 49’ Bein |

| Arbitro: | Kriegelstein |

|                                    |           |  |
| Hartmann 59’ Wuttke 70’ Schulz 87’ | Marcatori |  |

| Arbitro: | Merk |

|              |           |                 |
| Bakalorz 43’ | Marcatori | 24’ Falkenmayer |

| Arbitro: | Theobald |

|                     |           |          |
| Criens 4’ Budde 82’ | Marcatori | 45’ Binz |

| Francoforte sul Meno 19 novembre 1988, ore 15:00 CET 15ª giornata | Eintracht Francoforte | 0 – 0 referto | Werder Brema | Waldstadion (16 200 spett.)\| Arbitro: \| Broska \| |
| Arbitro:                                                          | Broska                |               |              |                                                     |

| Arbitro: | Blattmann |

|                                                          |           |  |
| Breitzke 3’, 15’, 73’ Zorc 59’ Dickel 68’ Pagelsdorf 86’ | Marcatori |  |

| Arbitro: | Löwer |

|              |           |  |
| Eckstein 47’ | Marcatori |  |

#### Girone di ritorno
| Arbitro: | Neuner |

|                         |           |                      |
| Körbel 54’ Eckstein 70’ | Marcatori | 46’ Wegmann 71’ Thon |

| Arbitro: | Föckler |

|  |           |              |
|  | Marcatori | 18’ Eckstein |

| Arbitro: | Weber |

|                     |           |                 |
| Bakalorz 37’ (rig.) | Marcatori | 79’ (rig.) Flad |

| Arbitro: | Heitmann |

|                                 |           |                   |
| Povlsen 45’ Götz 77’ Allofs 86’ | Marcatori | 60’, 90’ Andersen |

| Arbitro: | Werner |

|  |           |                        |
|  | Marcatori | 27’ Hellmann 82’ Kuntz |

| Arbitro: | Kentsch |

|               |           |            |
| Wirsching 45’ | Marcatori | 78’ Studer |

| Arbitro: | Föckler |

|          |           |          |
| Binz 82’ | Marcatori | 58’ Nehl |

| Arbitro: | Richmann |

|             |           |  |
| Freiler 41’ | Marcatori |  |

| Arbitro: | Pauly |

|                  |           |                       |
| Trapp 18’ (rig.) | Marcatori | 8’, 17’, 87’ Turowski |

| Arbitro: | Assenmacher |

|             |           |                                     |
| Turowski 4’ | Marcatori | 15’ Hartmann 25’ Walter 83’ Gaudino |

| Arbitro: | Krug |

|                             |           |              |
| von Heesen 38’ Bierhoff 47’ | Marcatori | 27’ Turowski |

| Arbitro: | Harder |

|                                     |           |                         |
| Eckstein 45’, 62’ Körbel 84’ (rig.) | Marcatori | 51’ Wuttke 86’ Labbadia |

| Arbitro: | Zimmermann |

|                      |           |                        |
| Rolff 37’ Buncol 61’ | Marcatori | 17’ Gründel 45’ Studer |

| Arbitro: | Schmidhuber |

|              |           |           |
| Eckstein 65’ | Marcatori | 58’ Bruns |

| Arbitro: | Theobald |

|                             |           |  |
| Neubarth 27’ Ordenewitz 84’ | Marcatori |  |

| Arbitro: | Amerell |

|                        |           |                |
| Turowski 1’ Schulz 67’ | Marcatori | 26’ Rummenigge |

| Arbitro: | Broska |

|           |           |            |
| Reich 27’ | Marcatori | 68’ Körbel |

### Coppa di Germania
| Arbitro: | Fröhlich |

|             |           |              |
| Mosert 116’ | Marcatori | 93’ Andersen |

| Arbitro: | Wolf |

|                                                                                        |           |            |
| Wilhelm 5’ (aut.) Heitkamp 50’ Hobday 57’ Bakalorz 73’ (rig.) Andersen 78’ Gründel 87’ | Marcatori | 64’ Mosert |

| Arbitro: | Assenmacher |

|                                                          |           |                                           |
| Stickroth 47’ Kuntz 51’, 64’ Funkel 93’ (rig.) Fach 100’ | Marcatori | 65’, 76’ Andersen 66’ Bakalorz 98’ Hobday |

### Supercoppa di Germania
| Arbitro: | Assenmacher |

|  |           |                            |
|  | Marcatori | 24’ Riedle 90’ Burgsmüller |

### Coppa delle Coppe
| Basilea 6 settembre 1988, ore 20:30 CEST Primo turno | Grasshoppers | 0 – 0 referto | Eintracht Francoforte | St. Jakob-Stadion (13 600 spett.)\| Arbitro: \| Smith \| |
| Arbitro:                                             | Smith        |               |                       |                                                          |

| Arbitro: | Krchňák |

|              |           |  |
| Bakalorz 32’ | Marcatori |  |

| Arbitro: | Spillane |

|                                  |           |                     |
| Sievers 9’ Balzis 31’ Studer 43’ | Marcatori | 85’ (rig.) Yıldırım |

| Arbitro: | Forstinger |

|  |           |                                |
|  | Marcatori | 5’ Sievers 35’ Binz 65’ Schulz |

| Francoforte sul Meno 1º marzo 1989 Quarti di finale | Eintracht Francoforte | 0 – 0 referto | Malines | Waldstadion (20 000 spett.)\| Arbitro: \| Karlsson \| |
| Arbitro:                                            | Karlsson              |               |         |                                                       |

| Arbitro: | Spirin |

|             |           |  |
| Wilmots 67’ | Marcatori |  |

## Statistiche

### Statistiche di squadra
| Competizione           | Punti | In casa | In casa | In casa | In casa | In casa | In casa | In trasferta | In trasferta | In trasferta | In trasferta | In trasferta | In trasferta | Totale | Totale | Totale | Totale | Totale | Totale | DR  |
| Competizione           | Punti | G       | V       | N       | P       | Gf      | Gs      | G            | V            | N            | P            | Gf           | Gs           | G      | V      | N      | P      | Gf     | Gs     | DR  |
| ---------------------- | ----- | ------- | ------- | ------- | ------- | ------- | ------- | ------------ | ------------ | ------------ | ------------ | ------------ | ------------ | ------ | ------ | ------ | ------ | ------ | ------ | --- |
| Bundesliga             | 26    | 17      | 6       | 7       | 4       | 17      | 17      | 17           | 2            | 3            | 12           | 13           | 36           | 34     | 8      | 10     | 16     | 30     | 53     | -23 |
| Coppa di Germania      | -     | 1       | 1       | 0       | 0       | 6       | 1       | 2            | 0            | 1            | 1            | 5            | 6            | 3      | 1      | 1      | 1      | 11     | 7      | +4  |
| Supercoppa di Germania | -     | 1       | 0       | 0       | 1       | 0       | 2       | 0            | 0            | 0            | 0            | 0            | 0            | 1      | 0      | 0      | 1      | 0      | 2      | -2  |
| Coppa delle Coppe      | -     | 3       | 2       | 1       | 0       | 4       | 1       | 3            | 1            | 1            | 1            | 3            | 1            | 6      | 3      | 2      | 1      | 7      | 2      | +5  |
| Totale                 | 26    | 22      | 9       | 8       | 5       | 27      | 21      | 22           | 3            | 5            | 14           | 21           | 43           | 44     | 12     | 13     | 19     | 48     | 64     | -16 |

### Andamento in campionato
| Giornata  | 1  | 2  | 3  | 4  | 5  | 6  | 7  | 8  | 9  | 10 | 11 | 12 | 13 | 14 | 15 | 16 | 17 | 18 | 19 | 20 | 21 | 22 | 23 | 24 | 25 | 26 | 27 | 28 | 29 | 30 | 31 | 32 | 33 | 34 |
| --------- | -- | -- | -- | -- | -- | -- | -- | -- | -- | -- | -- | -- | -- | -- | -- | -- | -- | -- | -- | -- | -- | -- | -- | -- | -- | -- | -- | -- | -- | -- | -- | -- | -- | -- |
| Luogo     | T  | C  | T  | C  | T  | C  | T  | C  | C  | T  | C  | T  | C  | T  | C  | T  | C  | C  | T  | C  | T  | C  | T  | C  | T  | T  | C  | T  | C  | T  | C  | T  | C  | T  |
| Risultato | P  | P  | P  | V  | P  | V  | P  | N  | V  | P  | P  | P  | N  | P  | N  | P  | V  | N  | V  | N  | P  | P  | N  | N  | P  | V  | P  | P  | V  | N  | N  | P  | V  | N  |
| Posizione | 18 | 18 | 18 | 16 | 18 | 15 | 16 | 16 | 15 | 15 | 17 | 17 | 17 | 16 | 16 | 18 | 15 | 15 | 15 | 15 | 15 | 15 | 15 | 15 | 16 | 16 | 16 | 16 | 16 | 16 | 16 | 16 | 16 | 16 |

Legenda:

Luogo: C = Casa; T = Trasferta. Risultato: V = Vittoria; N = Pareggio; P = Sconfitta.

### Statistiche dei giocatori
| Giocatore      | Bundesliga | Bundesliga | Bundesliga  | Bundesliga | Relegation Bundesliga | Relegation Bundesliga | Relegation Bundesliga | Relegation Bundesliga | Coppa di Germania | Coppa di Germania | Coppa di Germania | Coppa di Germania | Supercoppa di Germania | Supercoppa di Germania | Supercoppa di Germania | Supercoppa di Germania | Totale   | Totale | Totale      | Totale     |
| Giocatore      | Presenze   | Reti       | Ammonizioni | Espulsioni | Presenze              | Reti                  | Ammonizioni           | Espulsioni            | Presenze          | Reti              | Ammonizioni       | Espulsioni        | Presenze               | Reti                   | Ammonizioni            | Espulsioni             | Presenze | Reti   | Ammonizioni | Espulsioni |
| -------------- | ---------- | ---------- | ----------- | ---------- | --------------------- | --------------------- | --------------------- | --------------------- | ----------------- | ----------------- | ----------------- | ----------------- | ---------------------- | ---------------------- | ---------------------- | ---------------------- | -------- | ------ | ----------- | ---------- |
| J. Andersen    | 20         | 2          | 0           | 0          | 2                     | 1                     | 0                     | 0                     | 3                 | 4                 | 0                 | 0                 | 1                      | 0                      | 0                      | 0                      | 26       | 7      | 0           | 0          |
| D. Bakalorz    | 21         | 3          | 5           | 0          | 0                     | 0                     | 0                     | 0                     | 2                 | 2                 | 1                 | 0                 | 0                      | 0                      | 0                      | 0                      | 23       | 5      | 6           | 0          |
| R. Balzis      | 14         | 1          | 2           | 0          | 1                     | 0                     | 0                     | 0                     | 0                 | 0                 | 0                 | 0                 | 1                      | 0                      | 0                      | 0                      | 16       | 1      | 2           | 0          |
| J. Biernat     | 3          | 0          | 0           | 0          | 0                     | 0                     | 0                     | 0                     | 1                 | 0                 | 0                 | 0                 | 0                      | 0                      | 0                      | 0                      | 4        | 0      | 0           | 0          |
| U. Bindewald   | 3          | 0          | 0           | 0          | 0                     | 0                     | 0                     | 0                     | 0                 | 0                 | 0                 | 0                 | 0                      | 0                      | 0                      | 0                      | 3        | 0      | 0           | 0          |
| M. Binz        | 34         | 2          | 1           | 0          | 2                     | 1                     | 0                     | 0                     | 3                 | 0                 | 1                 | 0                 | 1                      | 0                      | 0                      | 0                      | 40       | 3      | 2           | 0          |
| D. Eckstein    | 25         | 6          | 3           | 0          | 2                     | 0                     | 0                     | 0                     | 0                 | 0                 | 0                 | 0                 | 0                      | 0                      | 0                      | 0                      | 27       | 6      | 3           | 0          |
| T. Ernst       | 0          | 0          | 0           | 0          | 0                     | 0                     | 0                     | 0                     | 0                 | 0                 | 0                 | 0                 | 0                      | 0                      | 0                      | 0                      | 0        | 0      | 0           | 0          |
| H. Gründel     | 25         | 1          | 9           | 0          | 2                     | 0                     | 1                     | 0                     | 1                 | 1                 | 0                 | 0                 | 1                      | 0                      | 0                      | 0                      | 29       | 2      | 10          | 0          |
| H. Gundelach   | 1          | 0          | 0           | 0          | 0                     | 0                     | 0                     | 0                     | 0                 | 0                 | 0                 | 0                 | 0                      | 0                      | 0                      | 0                      | 1        | 0      | 0           | 0          |
| M. Heidenreich | 13         | 0          | 0           | 0          | 0                     | 0                     | 0                     | 0                     | 2                 | 0                 | 0                 | 0                 | 1                      | 0                      | 0                      | 0                      | 16       | 0      | 0           | 0          |
| D. Heitkamp    | 2          | 0          | 0           | 0          | 0                     | 0                     | 0                     | 0                     | 2                 | 1                 | 0                 | 0                 | 0                      | 0                      | 0                      | 0                      | 4        | 1      | 0           | 0          |
| P. Hobday      | 15         | 0          | 5           | 0          | 0                     | 0                     | 0                     | 0                     | 3                 | 2                 | 0                 | 0                 | 1                      | 0                      | 0                      | 0                      | 19       | 2      | 5           | 0          |
| T. Klepper     | 26         | 0          | 0           | 0          | 0                     | 0                     | 0                     | 0                     | 2                 | 0                 | 0                 | 0                 | 0                      | 0                      | 0                      | 0                      | 28       | 0      | 0           | 0          |
| M. Kostner     | 4          | 0          | 2           | 0          | 0                     | 0                     | 0                     | 0                     | 2                 | 0                 | 1                 | 0                 | 0                      | 0                      | 0                      | 0                      | 6        | 0      | 3           | 0          |
| C. Körbel      | 33         | 3          | 6           | 0          | 2                     | 0                     | 1                     | 0                     | 3                 | 0                 | 1                 | 0                 | 1                      | 0                      | 0                      | 0                      | 39       | 3      | 8           | 0          |
| T. Lasser      | 12         | 0          | 2           | 0          | 2                     | 0                     | 1                     | 0                     | 0                 | 0                 | 0                 | 0                 | 0                      | 0                      | 0                      | 0                      | 14       | 0      | 3           | 0          |
| B. Pistauer    | 2          | 0          | 0           | 0          | 0                     | 0                     | 0                     | 0                     | 0                 | 0                 | 0                 | 0                 | 0                      | 0                      | 0                      | 0                      | 2        | 0      | 0           | 0          |
| D. Rompel      | 3          | 0          | 0           | 0          | 0                     | 0                     | 0                     | 0                     | 0                 | 0                 | 0                 | 0                 | 0                      | 0                      | 0                      | 0                      | 3        | 0      | 0           | 0          |
| D. Roth        | 33         | 1          | 6           | 0          | 2                     | 0                     | 0                     | 0                     | 3                 | 0                 | 0                 | 0                 | 1                      | 0                      | 0                      | 0                      | 39       | 1      | 6           | 0          |
| D. Schlindwein | 14         | 0          | 5           | 0          | 1                     | 0                     | 0                     | 0                     | 2                 | 0                 | 0                 | 0                 | 1                      | 0                      | 0                      | 0                      | 18       | 0      | 5           | 0          |
| F. Schulz      | 18         | 2          | 0           | 0          | 2                     | 1                     | 1                     | 0                     | 0                 | 0                 | 0                 | 0                 | 1                      | 0                      | 0                      | 0                      | 21       | 3      | 1           | 0          |
| R. Sievers     | 28         | 0          | 9           | 0          | 2                     | 0                     | 1                     | 0                     | 2                 | 0                 | 2                 | 0                 | 1                      | 0                      | 0                      | 0                      | 33       | 0      | 12          | 0          |
| U. Stein       | 34         | 0          | 0           | 1          | 2                     | 0                     | 0                     | 0                     | 3                 | 0                 | 0                 | 0                 | 1                      | 0                      | 0                      | 0                      | 40       | 0      | 0           | 1          |
| S. Studer      | 23         | 2          | 5           | 1          | 2                     | 0                     | 0                     | 0                     | 3                 | 0                 | 0                 | 0                 | 1                      | 0                      | 0                      | 0                      | 29       | 2      | 5           | 1          |
| J. Turowski    | 27         | 7          | 0           | 0          | 2                     | 0                     | 0                     | 0                     | 2                 | 0                 | 0                 | 0                 | 0                      | 0                      | 0                      | 0                      | 31       | 7      | 0           | 0          |